# クロード・ジョーンズ (護衛駆逐艦)
|          | |
| 艦歴     | |
| 発注     | |
| 起工     | |
| 進水     | 1958年5月27日                                                                                       |
| 就役     | 1959年2月10日                                                                                       |
| 退役     | 1974年12月16日                                                                                      |
| その後   | インドネシア海軍に移管                                                                              |
| 除籍     | |
| 性能諸元 | |
| 排水量   | 基準：1,314トン 満載：1,970トン                                                                     |
| 全長     | 312 ft (95.1 m)                                                                                     |
| 全幅     | 38.9 ft (11.84 m)                                                                                   |
| 吃水     | 満載：12.1 ft (3.7 m)                                                                               |
| 機関     | マルチプル・ディーゼル方式 フェアバンクス・モース38ND-1/8 ディーゼルエンジン (1,700 bhp)4基 1軸推進 |
| 最大速   | 20-22ノット                                                                                         |
| 乗員     | 士官12名、兵員159名                                                                                 |
| 兵装     | Mk.34 3インチ単装速射砲2基                                                                          |
| 兵装     | ヘッジホッグMk.11対潜迫撃砲2基                                                                      |
| 兵装     | Mk 32 3連装短魚雷発射管2基                                                                          |
| 兵装     | 爆雷投下軌条（竣工時）1条                                                                           |
| FCS      | Mk.70 砲FCS1基                                                                                      |
| FCS      | Mk.105 水中FCS1基                                                                                   |
| レーダ   | AN/SPS-6 対空捜索用1基                                                                              |
| レーダ   | AN/SPS-10 対水上捜索用1基                                                                           |
| ソナー   | AN/SQS-4 艦底装備1基                                                                                |

クロード・ジョーンズ (USS Claude Jones, DE-1033) は、アメリカ海軍の護衛駆逐艦。クロード・ジョーンズ級護衛駆逐艦のネームシップ。艦名はクロード・アシュトン・ジョーンズ少将に因む。

## 艦歴
クロード・ジョーンズはルイジアナ州エイボンデールのエイボンデール・マリンウェイズ社で建造され、1958年5月27日に進水、M・R・J・ワイリィ夫人によって命名された。1959年2月10日、艦長ウォーレン・M・コーン少佐の指揮下就役した。
キューバのグアンタナモ湾で訓練した後、クロード・ジョーンズは1959年6月から8月にかけて北ヨーロッパを巡航し、母港のフロリダ州キーウェストに帰還した。1960年は東海岸沿いおよびカリブ海で活動し、9月から10月にかけて北ヨーロッパ海域でNATOの演習に参加した。
1974年12月16日に退役しインドネシア海軍に移管、インドネシアではモンギシディ (KRI Mongisidi) と改名され活動した。

## 参照
- この記事はアメリカ合衆国政府の著作物であるDictionary of American Naval Fighting Shipsに由来する文章を含んでいます。 記事はここで閲覧できます。
- この記事はアメリカ合衆国政府の著作物でありパブリックドメインであるNaval Vessel Registerに由来する文章を含んでいます。 記事はここで閲覧できます。